# Teia (re)
Teia (Teja, Theia, Thila, Thela o Teias; ... – presso Nuceria Alfaterna, 30 ottobre 553) fu l'ultimo re degli Ostrogoti in Italia dal 552 al 553. Testimonianze archeologiche del suo regno sono presenti in monete ritrovate nell'antica Gallia Narbonense.

## Biografia
Viene menzionato la prima volta come un ufficiale che servì sotto Totila e che venne poi scelto come suo successore dopo che Totila rimase ucciso nella battaglia di Tagina (conosciuta anche come battaglia di Busta Gallorum) nel luglio del 552. Venne eletto a Pavia. Si recò in Italia meridionale, dove ottenne il supporto di importanti personaggi quali Scipuar, Gundulf (Indulf), Gibal e Ragnaris con l'intento di chiudere la partita con i bizantini del generale Narsete.
Dopo la pesante disfatta subita a Busta Gallorum, Teia, radunò i superstiti dell’esercito goto e assunse la guida del regno ostrogoto. In un atto di rappresaglia per le perdite inflitte dai Bizantini, ordinò l'esecuzione di tutti i senatori romani presenti in Campania, tra cui Flavio Massimo, precedentemente esiliato da Belisario. Inoltre, fece massacrare circa trecento fanciulli romani che Totila aveva precedentemente trattenuto come ostaggi. Successivamente, Teia si recò a Pavia, dove si impossessò del tesoro reale ancora disponibile. Proclamatosi nuovo re, stabilì un’alleanza con i Franchi, incitandoli ad attaccare i Bizantini. I Franchi risposero all'appello, costituendo una minaccia costante per l’impero di Giustiniano durante il resto del suo regno.

### La battaglia di Nocera (ottobre 552)
Teia marciò verso il golfo di Napoli e si accampò sulle rive del Sarno per non perdere il tesoro ostrogoto lasciato dal re Totila a Cuma ai Bizantini. I due eserciti si scontrarono ai Monti Lattari, a sud di Napoli, presso Angri o Sant'Antonio Abate, nell'ottobre del 552 o agli inizi del 553. Lo scontro definitivo avvenne nella valle del Sarno, a qualche chilometro da Pompei. L'armata ostrogota fu sconfitta di nuovo e Teia fu ucciso nelle prime fasi della battaglia, colpito da un giavellotto ben mirato, mentre il fratello Aligerno si arrese al nemico. Anche Scipuar e Gibal furono probabilmente uccisi. Gundulf e Ragnaris, invece, riuscirono a scappare, ma il secondo dei due fu ferito a morte da un sicario di Narsete.

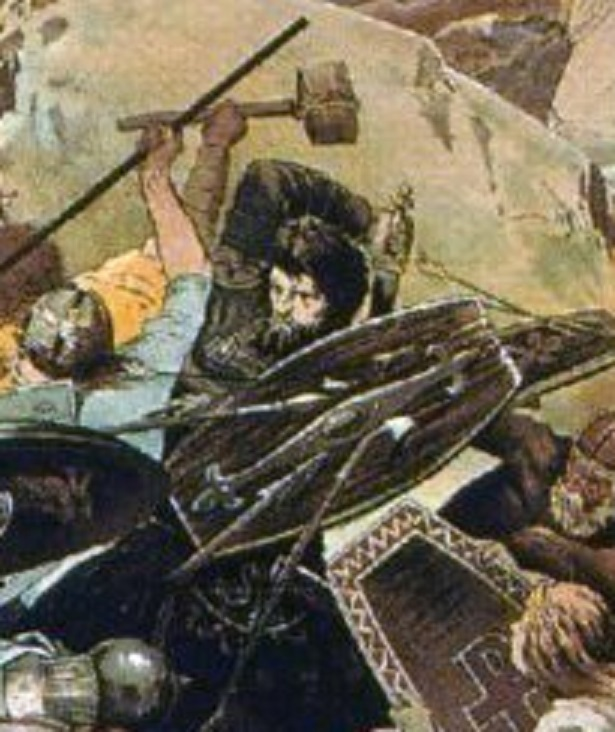
Teia rappresentato da Alexander Zick, particolare dell'opera Die Gotenschlacht am Vesuv

Procopio narra che quando il cadavere di Teia venne riconosciuto fu decapitato e la sua testa innalzata su un'asta affinché i due eserciti la vedessero. In questo modo i Bizantini sarebbero stati incitati a combattere, mentre gli Ostrogoti, alla vista del proprio sovrano morto, si sarebbero convinti ad arrendersi. Tuttavia ciò non accadde e la battaglia continuò a protrarsi fino al tramonto del giorno dopo quando i pochi superstiti decisero di negoziare. Firmarono un trattato di pace con il quale accettavano di abbandonare l'Italia e si impegnavano a non fare mai più guerra all'Impero. La disperata battaglia sotto il Vesuvio segnò la loro sconfitta definitiva. L'ambizione di Giustiniano di riappropriarsi dell'Italia si era realizzata.

### La fine del regno ostrogoto
Il fratello di Teia, Aligerno, si arrese ai Bizantini insieme a diversi contingenti ostrogoti superstiti. Nella battaglia persero la vita anche gli alti ufficiali ostrogoti Scipuar e Gibal; Ragnaris, gravemente ferito, tentò la fuga ma morì poco dopo. Gundulf, invece, riuscì a mettersi in salvo.
Secondo i termini della resa, i membri sopravvissuti dell’esercito ostrogoto si impegnarono formalmente a lasciare l’Italia e a non farvi mai più ritorno. Furono liberati e autorizzati a espatriare. Alcuni trovarono rifugio presso i Franchi, oltre il fiume Po. La battaglia rappresentò la definitiva sconfitta ostrogota e segnò la conclusione della seconda guerra gotica, sancendo così la fine della presenza ostrogota in Italia.
In seguito, alcuni comandi locali opposero ancora resistenza a Narsete per alcuni anni. Solo nel 555 si arresero gli ultimi reparti ostrogoti, a nord della città di Salerno. L'ultimo nobile ostrogoto attestato fu Widin, che guidò una ribellione nell'Italia settentrionale nel corso degli anni cinquanta del VI secolo e fu catturato nel 561 o 562. Da questo momento non vi sono più riferimenti scritti riguardanti gli ostrogoti.
Sebbene il regno di Teia sia stato di breve durata, la sua autorità fu attestata dalla coniazione di monete d’argento recanti il suo nome, che circolarono lungo un ampio asse commerciale, estendendosi dalla sua capitale Pavia fino ai territori della Gallia.